# Zbigniew Bełdowski

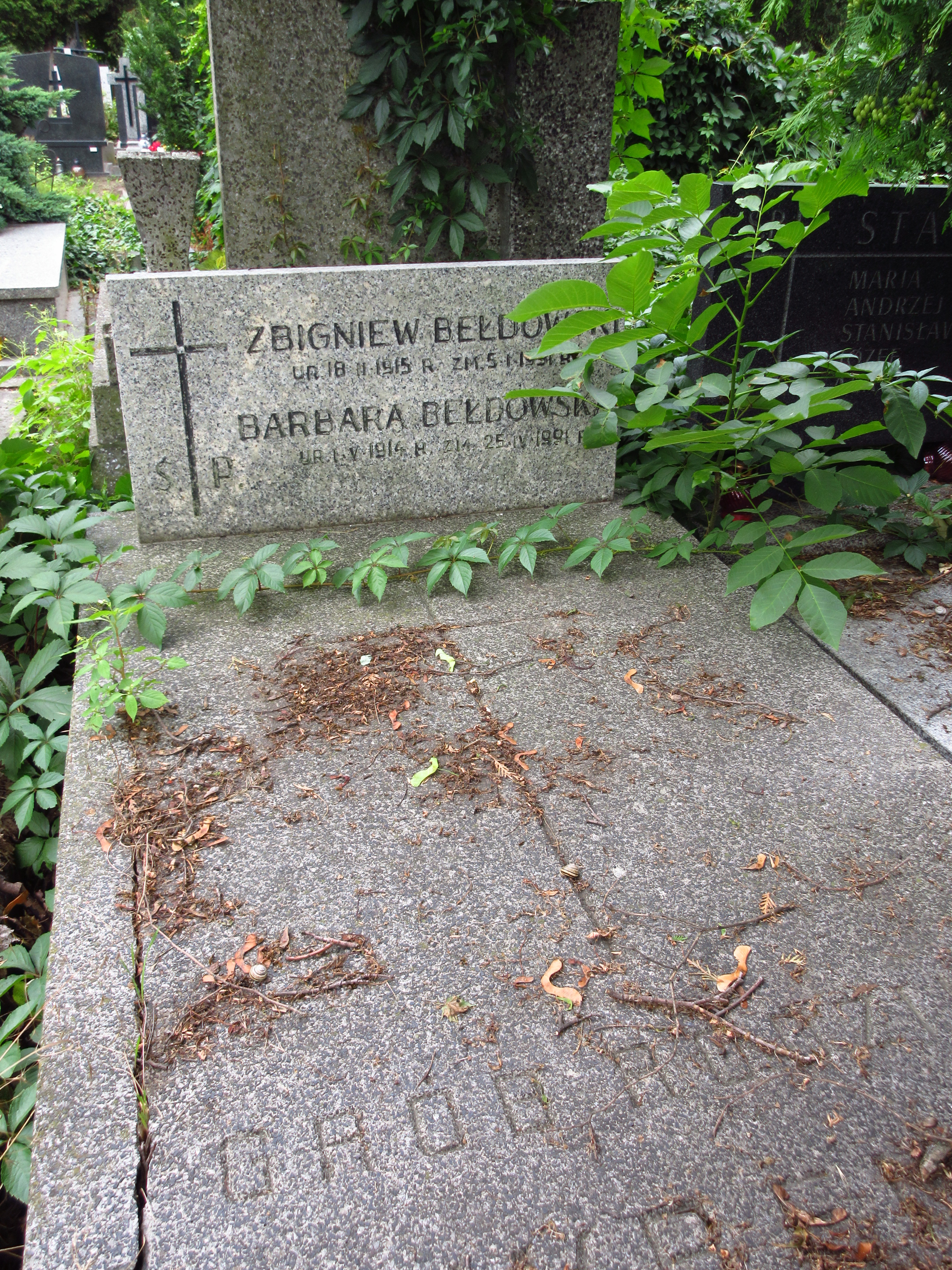
Grób Zbigniewa Bełdowskiego na Cmentarzu Bródnowskim.

Zbigniew Bełdowski (ur. 18 lutego 1915 w Jabłonkowie, zm. 7 stycznia 1991 w Warszawie) – tenisista polski, trener.
Bronił barw AZS Poznań (przed II wojną światową) oraz klubów warszawskich: Spójni i Legii. Jego największymi osiągnięciami w karierze zawodniczej było zwycięstwo w międzynarodowych mistrzostwach Polski w grze podwójnej (1946) oraz tytuł wicemistrza Polski w grze mieszanej (1951). Od 1961 był działaczem Polskiego Związku Tenisowego. Przez wiele lat pełnił funkcję kapitana reprezentacji narodowej w Pucharze Davisa (oraz w innych rozgrywkach międzynarodowych, m.in. Pucharze Galea). Wprowadzał do reprezentacji Polski Wojciecha Fibaka.
Był autorem książek popularyzujących tenis: ABC tenisa (1949), Tenis dla wszystkich (1951), Tenis i jego tajemnice (1970).
Pochowany na cmentarzu Bródnowskim w Warszawie (kwatera 85A-4-14).